# Daniel Féret
Pour les articles homonymes, voir Féret.
Daniel Féret est un homme politique belge né le 7 août 1944, à Momignies.

## Biographie
Étudiant en médecine à Lille, puis aux États-Unis et enfin à Bruxelles, il s'engage et milite dans plusieurs mouvements d'extrême droite comme Restauration nationale, proche de l'OAS puis Jeune Europe mouvement néo-fasciste créé par Jean Thiriart, idéologue du nationalisme révolutionnaire.
En 1971, il s'engage au PLP (Parti de la Liberté et du Progrès, prédécesseur du PRL, actuel Mouvement réformateur) qu'il quitte en 1974 après avoir été candidat aux législatives dans le Hainaut.
En 1984, il participe à la création de l’Alliance pour la nouvelle démocratie, qui fusionne ensuite avec l’Union pour une nouvelle démocratie, autre groupuscule d'extrême droite, puis fonde, en 1985, le Front national dont il se proclame Président à vie. Le Front national belge fait une percée lors des élections européennes et communales de 1994 et fédérales et régionales de 1995. Féret lui-même est élu député européen en 1994 .
En septembre 2007, lors de l'assemblée annuelle des élus du Front national, formée pour recomposer le Bureau politique en cooptant onze membres, cinq parlementaires sur neuf ont voté en faveur d'une liste concurrente à celle proposée par Daniel Féret. Celui-ci a donc été mis en minorité et c'est la liste adverse à la sienne qui a été élue. Le nouveau Bureau politique, composé donc des neuf élus, qui y siègent de plein droit, ainsi que des onze membres cooptés, a ensuite procédé à l'exclusion de Daniel Féret du Front national.
Ayant recouvré son éligibilité qui lui avait été retirée à la suite d'un arrêt de la Cour d'appel de Bruxelles en 2006, il se présente aux élections législatives françaises de 2017 en tant que suppléant du candidat des comités Jeanne Cyril Dieumegard dans la circonscription de Saint-Barthélemy et Saint-Martin,.
Depuis lors, certains lui prêtent des intentions de retour sur la scène politique belge.

## Démêlés judiciaires
Personnalité controversée tant à l'extérieur qu'au sein de son parti, il a été à plusieurs reprises poursuivi devant les tribunaux belges.
En 1995, il a été suspendu de l'Ordre des médecins pour manquement aux règles de déontologie, d'honneur, de discrétion et de probité,.
À la mi-décembre 1994, Le Vif/L'Express et l'émission « Au nom de la loi » (RTBF) ont révélé que le Dr Féret et son amie de l'époque avaient, à partir de 1983, été mêlés à une histoire d'abus de confiance dans laquelle Serge Goldenberg, un marchand d'art parisien, a été spolié de 24 lithographies évaluées à 61 500 francs français. Un délit pour lequel la cour d'appel de Paris a condamné Chantal Grodwhol à treize mois de prison avec sursis. Le Vif/L'Express a aussi révélé que, pour éviter de rembourser leur dette envers Goldenberg, Féret et son amie, qui habitaient 19, rue Bobillot, dans le XIIIe arrondissement de Paris, ont précipitamment quitté leur appartement en "oubliant" de régler le loyer. Plusieurs huissiers français ont alors vainement tenté de retrouver le couple pour lui signifier le jugement et récupérer des factures impayées,.
En novembre 1986, le conseil provincial du Hainaut de l'ordre des médecins a été saisi d'une demande d'enquête sur la base d'une plainte. Celle-ci avait été déposée par Charlotte I., une patiente de Daniel Féret, à laquelle le médecin refusait de délivrer des attestations de soins. Le 8 décembre 1986, les responsables de l'Ordre ont demandé par écrit des explications à Féret. Mais, en février 1987, ce dernier n'avait toujours pas répondu. Quelques mois auparavant, Féret avait averti l'ordre des médecins qu'il comptait se spécialiser dans la médecine esthétique sans opération (non remboursée par l'Inami). Or, à la suite de la plainte de Charlotte I., il est apparu que ce n'était pas le cas et qu'il continuait à pratiquer une médecine "classique",.

### Condamnation pour faux certificat médical
Il a été condamné en 1987 à un an de prison avec sursis et cinq ans de déchéance des droits civils et politiques par la Cour d’appel de Mons pour avoir délivré un faux certificat médical ayant servi d'alibi à une délinquante poursuivie pour un braquage avec prise d’otages.

### Condamnation pour infraction à la loi contre le racisme
Après que la Chambre des Représentants a levé son immunité parlementaire dès juillet 2002, Daniel Féret, poursuivi pour incitation à la haine raciale, est reconnu coupable le 18 avril 2006 et condamné à une peine de 10 ans d’inéligibilité et à 250 heures de travail à exécuter dans le domaine de l’intégration des personnes de nationalités étrangères. Le 4 octobre 2006, la Cour de cassation rejette le pourvoi du président du Front national et confirme l’arrêt de la cour d’appel de Bruxelles,. Le 5 octobre 2006, Féret annonce, par la voix de son avocat, un recours devant la Cour européenne des droits de l'homme, à Strasbourg. La CEDH a rejeté son recours le 16 juillet 2009, par 4 voix contre 3.

### Condamnation pour fausses signatures de parrainage pour le dépôt des listes FN
Il a été condamné le 2 juin 2008 par le tribunal correctionnel de Namur à un an de prison ferme et à une amende de 100 euros, pour faux et usage de faux dans le cadre des élections européennes de 2004. La décision fut confirmée, un an plus tard, par la Cour d'appel.

### Poursuites pour malversations financières
Daniel Féret est également poursuivi, ainsi que sa compagne et député bruxellois Audrey Rorive, du chef de faux et usage de faux, faux dans la comptabilité, infraction au code des sociétés, abus de confiance, abus de biens sociaux, infraction au code des impôts, organisation d'insolvabilité et infraction à la loi relative aux faillites, dans le cadre de l'enquête judiciaire relative à la gestion du parti et à son association de financement pour faux et usage de faux. Il devrait comparaître, à cette occasion, devant la 49e chambre du Tribunal correctionnel de Bruxelles le 4 septembre 2013.
Il a comparu le 15 septembre 2014 et a été condamné le 10 novembre 2014 à une amende pénale de 38.500 euros ainsi qu'à une confiscation spéciale de 75.000 euros.

### Poursuites pour agression sexuelle en France
Il est condamné en 2023 à un an de prison avec sursis à Béziers, pour l’agression sexuelle d’une patiente dans son cabinet en 2014.